# Hexatoma (Eriocera) karnyi
Hexatoma (Eriocera) karnyi is een tweevleugelige uit de familie steltmuggen (Limoniidae). De soort komt voor in het Oriëntaals gebied.